# Sint-Lambertuskerk (Erkelenz)
De Sint-Lambertuskerk is een rooms-katholiek kerkgebouw in Erkelenz, Noordrijn-Westfalen. De kerk had drie voorgangers, waarvan de eerste een Frankische zaalkerk was. Deze kerk werd in de 11e eeuw tot een romaans kerkgebouw verbouwd. De laatste voorganger was een in 1418 geconsacreerde gotische kerk die in de Tweede Wereldoorlog werd verwoest. De 83 meter hoge kerktoren werd in het jaar 1458 in de stijl van de Brabantse gotiek gebouwd.

## Geschiedenis

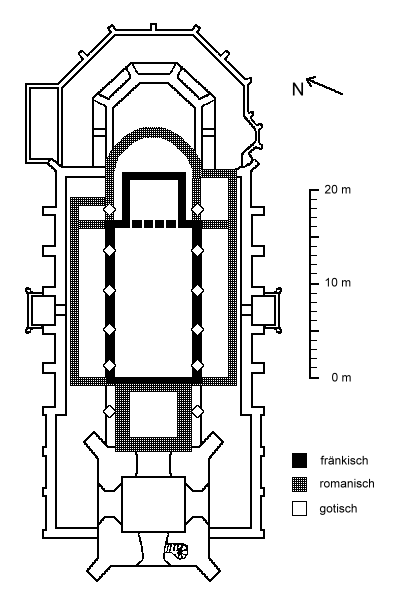
Bouwtekening van de Frankische, romaanse en gotische kerk

Nadat de stad in 1371 veroverd en deels verwoest werd en vermoedelijk ook het kerkschip van de romaanse kerk schade leed, werd op dezelfde plaats onder behoud van de romaanse toren begonnen met de gotische nieuwbouw. Het kerkgebouw werd in 1418 gewijd en in 1482 met een kooromgang vergroot. Weliswaar brandde het dak bij de grote stadsbrand van 1540 af, maar het kerkschip zou tot het einde van de Tweede Wereldoorlog blijven bestaan. Nadat in het jaar 1457 de oude romaanse toren instortte werd een jaar later ten westen van de oude torenfundamenten begonnen met de bouw van de huidige toren. Twee in steen gebeitelde inschriften geven daar informatie over: een korte latijnse tekst buiten naast het portaal en een iets uitvoeriger tekst in het Nederfrankisch in de torenhal. De laatste tekst luidt: In den jaren ons heren MCCCCVII des eirsten dags nae sent peter und pauwels dach toe IV uren veil hie eyn tore ned ind des andere jairs op de selve dach wart dese begonden weden (In het jaar onzes Heeren MCCCCVII, de eerste dag na Sint-Petrus en Paulusdag tegen vier uur viel hier een toren neer  in het andere jaar op dezelfde dag werd er met deze (toren) begonnen).
De zeven verdiepingen tellende toren heeft een hoogte van 83 meter. Op sommige plaatsen zijn de muren drie meter breed. De toren werd herhaaldelijk door de bliksem getroffen en sinds 1883 heeft de spits een ijzeren geraamte dat met koperplaat is bekleed.
In de middeleeuwen tot de aanleg van het kerkhof buiten de stad in 1825 werden de doden rond de kerk begraven en op de noordelijke kant van de kerk stond vroeger een knekelhuis, waar volgens gebruik de beenderen uit oude graven opgestapeld werden. Voorname burgers werden onder de vloer van de kerk bijgezet, waarbij het voorkwam dat men over elkaar heen werd begraven. In de westelijke muur van het zijschip zijn twee zerken ingemetseld die nog getuigen van het begraven in de kerk.

## De verwoesting in de Tweede Wereldoorlog
Al in mei 1940 brandden door een nachtelijke aanval van Britse bommenwerpers enkele gebouwen in de directe buurt van de kerk af, waaronder het historische raadhuis aan de Markt. In de laatste maanden van de oorlog kreeg de kerktoren, waarin zich een observatiepunt en tijdelijk een zender van de Weermacht bevonden, bij een luchtaanval op de stad in december 1944 een eerste voltreffer. Bij een volgende luchtaanval in januari 1945 werd het koor geraakt en zwaar beschadigd. In de laatste dagen voor de bevrijding van Erkelenz in februari 1945 zou de kerk met haar rijke inrichting en monumentale toren door eenheden van de terugtrekkende Weermacht wegens strategische redenen worden opgeblazen. Men zag op het laatste moment echter af van het voornemen, maar enkele dagen later viel de kerk op 23 februari 1945 tijdens de vierde en zwaarste luchtaanval op de stad toch nog ten prooi aan verdere verwoesting. Het kerkschip werd door meerdere voltreffers geraakt en het gehele interieur verwoest. Een deel van de westelijke kant van de toren werd weggeslagen. De volgende dag werd het muurwerk van de toren verder vernield door geallieerde granaatbeschietingen.

## Herbouw
Meer dan 100 vrijwilligers begonnen vanaf januari met het puinruimen in de kerk. Men wist in hetzelfde jaar met betonplaten de zwaar beschadigde toren veilig te stellen. In de jaren 1952-1964 volgden belangrijke herbouwwerkzaamheden aan het muurwerk. Plannen om het verwoeste kerkschip te herbouwen of de laatste resten in een nieuwbouw te betrekken, werden afgewezen. De nog staande kooromgang en de zuidelijke muur werd in 1947 ten slotte opgeblazen, om de huidige omstreden neoromaanse nieuwbouw naar het ontwerp van de Akense architect Peter Salm mogelijk te kunnen maken. De crypte en het koor waren reeds met kerstmis 1948 voltooid. Na de voltooiing van het kerkschip werd de kerk in augustus 1954 ingewijd. De toren kreeg na het herstel de functie van monument voor de gevallenen; de bronzen herinneringsplaquette aan de noordwestelijke zijde is van de Keulse professor Josef Jaekel. Het tekst op de plaquette luidt als volgt: Gott ließ den Turm nicht untergehen. 1945 von Bomben zerschlagen. 1953 unter Mithilfe der Bewohner des Kreises Erkelenz wieder hergerichtet. Denkmal für die Gefallenen des Grenzlandes. In memoriam 1458-1958. Het reliëf toont de aartsengel Michaël in gevecht met de draak en in de onderste linkerhoek de in de oorlog geschonden Lambertustoren.

## Kunstwerken
In het nieuwe kerkschip bevinden zich naast zeven andere kunstwerken die uit de verwoeste kerk werden gered:
- het neogotische hoogaltaar uit het jaar 1896;
- de zevenarmige en meer dan drie meter hoge Mariakroonluchter van verguld smeedijzer en houtsnijwerk uit 1517;
- de twee meter hoge messing lezenaar met adelaar, die in het midden van de 15e eeuw in Dinant werd gemaakt;
- een laatgotische kansel uit de tijd voor 1500, die vroeger in de in 1802 door de Fransen geconfisqueerde Leonarduskapel stond.

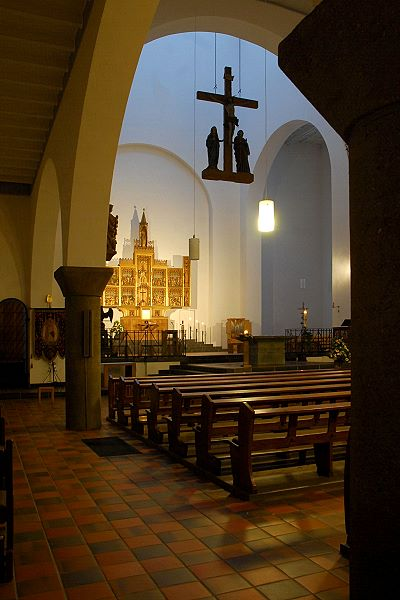
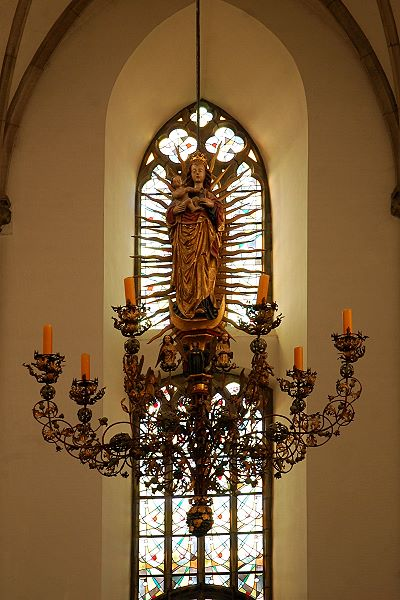
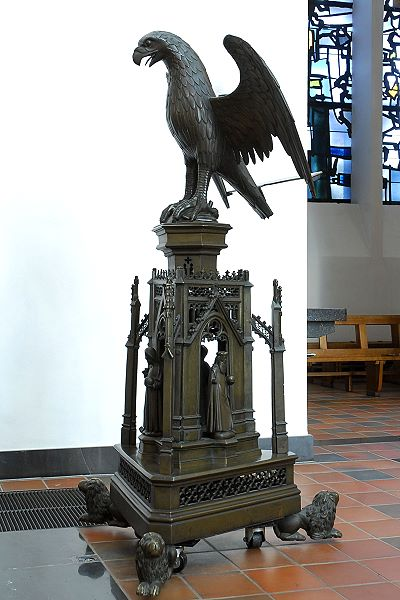

## Klokken
In de toren hangen vijf klokken. Met uitzondering van de beide grote klokken werd het gelui in de jaren 1950 gegoten.
| Nr. | Naam            | Giet jaar | Gieter               | Gewicht (kg) | Nominaal (16tel) | Bijzonderheid                                 |
| --- | --------------- | --------- | -------------------- | ------------ | ---------------- | --------------------------------------------- |
| 1   | Heiland         | 1914      | Klokkengieterij Otto | 3.450        | b0 +3            |                                               |
| 2   | Maria           | 1535      | Jan van Trier II     | 2.200        | des1 +4          | Grootste nog bestaande klok van Jan van Trier |
| 3   | Lambertus       | 1955      | Klokkengieterij Otto | 1.450        | es1 +4           |                                               |
| 4   | Christus Koning | 1957      | Klokkengieterij Otto | 1.050        | f1 +3            |                                               |
| 5   | Elisabeth       | 1957      | Klokkengieterij Otto | 850          | ges1 +1          |                                               |